# Cristo en la casa de Simón (El Greco)
Cristo en la casa de Simón es el tema de dos pinturas del Greco que relatan este episodio evangélico. Una de ellas está en el Instituto de Arte de Chicago, y la otra en la Fundación Cintas

## Temática de la obra
Estas dos obras ilustran un episodio del Evangelio de Lucas, en el cual una mujer supuestamente pecadora —quizás María Magdalena— ungió a Jesús de Nazaret con un perfume muy valioso. Simón el fariseo —quien invitó a Jesús— recrimina a la mujer, pero Jesús la defiende, diciendo que nadie le ofreció agua para lavarse los pies, mientras que ella se los lavó con sus lágrimas y los secó con sus cabellos. La pintura describe el momento en que la mujer vierte el perfume sobre la cabeza de Jesús. 

## Análisis de la obra

### Versión de Chicago
- Instituto de Arte de Chicago, referencia: 1949.397;[3]
- Pintura al óleo sobre lienzo;
- Datación: 1608–1614;
- Dimensiones: 143,3 x 100,4 cm;
- Catalogada por Wethey con el n º. 65 y por Tiziana Frati con el 159-b.[4]

Según Wethey, el dibujo es del Greco, y la ejecución probablemente es de Jorge Manuel Theotocópuli. Según Gudiol, es una obra autógrafa del Greco, con la colaboración de Jorge Manuel. El fondo arquitectónico —único en las obras del pintor— pudo ser sugerido por La Visitación (1538) de Francesco Salviati, que el Greco quizás conoció en Italia. Tanto la distorsión de la arquitectura como la poca claridad de los colores y de la expresión de los personajes, pueden ser debidos a la falta de dominio de Jorge Manuel, más que a una deformación propia del Manierismo del maestro.

### Versión de laFundación Cintas
- Pintura al óleo sobre lienzo;
- Dimensiones: 150 x 104 cm;
- Datación: 1605-1614;

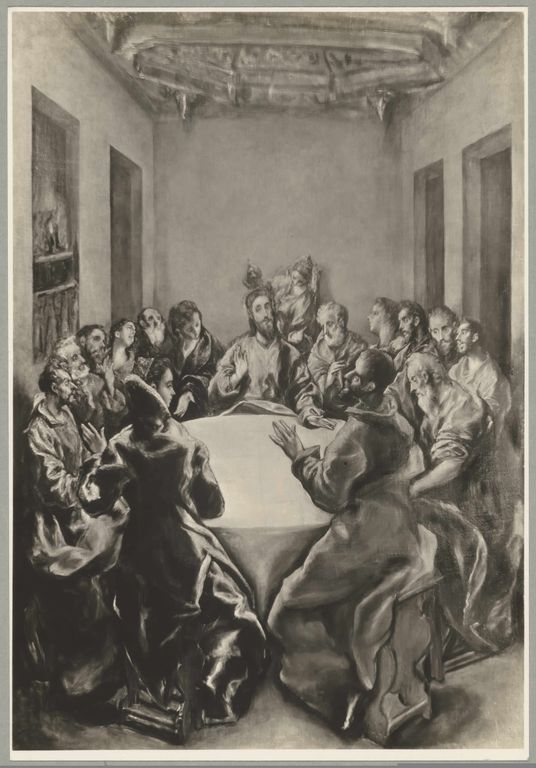
Versión de la Fundación Cintas

- Catalogada por Wethey con el n º. 64 y por Tiziana Frati con el 159-a.

Según Wethey, el dibujo es del Greco, y la ejecución probablemente de Jorge Manuel Theotocópuli. Según Gudiol, es una obra autógrafa del Greco, con colaboración de Jorge Manuel. Las líneas de toda la pintura han sido reforzada, la superficie pesadamente barnizada y repintada. Esta versión es particularmente interesante porqué reproduce una estancia que debía ser corriente en Toledo en la época del Greco, y que tal vez tenía una existencia real en palacio de Villena donde vivía el artista. Esta arquitectura es más propia de las obras de Jorge Manuel que de las pinturas de su padre.